# Операция «Поло»
Операция «Поло» — кодовое название операции вооружённых сил Индии в сентябре 1948 года, прекратившей правление низамов в Хайдарабаде и приведшей к вхождению этого туземного княжества в состав Индийского Союза.
Необходимость в операции возникла, когда во время раздела Британской Индии последний низам Хайдарабада — Осман Али Хан — решил не присоединяться ни к Индийскому Союзу, ни к Пакистану. Решение низама опиралось на поддержку вооружённых отрядов «разакаров» во главе с Касимом Разви и моральную поддержку Пакистана. После провала попыток вынудить низама занять дружественную позицию по отношению к Индийскому Союзу заместитель премьер-министра Индии Сардар Валлабхбхаи Патель, будучи обеспокоенным возможностью появления враждебно настроенного государства в самом центре Индии, принял решение об аннексии Хайдарабада. Хайдарабадские вооружённые силы были разгромлены индийской армией за пять дней.
В то время в Хайдарабаде было 17 полей для игры в поло — максимальное количество в Индии, поэтому в качестве названия для операции было выбрано «Поло».

## Предыстория
Княжество Хайдарабад было основано на плоскогорье Декан в южной Индии в 1724 году Камар-уд-Дин Ханом во время распада Империи Великих Моголов. Как это бывало в северных индийских княжествах, низам был мусульманином, в то время как большинство населения княжества было индуистами. В 1798 году Хайдарабад стал первым индийским княжеством, попавшим под британский протекторат в рамках политики субсидиарных договоров, введённой Артуром Уэлсли.
Согласно переписи 1941 года в Хайдарабаде проживало 16,34 миллиона человек, свыше 85 % из которых было индуистами, и около 12 % — мусульманами; население говорило на многих языках — телугу (48,2 %), маратхи (26,4 %), каннада (12,3 %) и урду (10,3 %). Несмотря на преобладающую долю среди населения, индуисты были слабо представлены в управлении, полиции и армии: из 1765 офицеров государственной армии 1268 были мусульманами, 421 — индуистами, а остальные 121 — христианами, парсами и сикхами; среди чиновников, получавших зарплату в 600—1200 рупий в месяц, 59 были мусульманами, 5 — индуистами и 38 — представителями прочих религий. Низам и его приближённые, бывшие в основном мусульманами, владели 40 % всех земель в стране.
Когда англичане окончательно покинули Индию в 1947 году, они предоставили властителям, находившихся под их покровительством, выбор: присоединиться к Индии, присоединиться к Пакистану или остаться независимыми.
На тот момент Хайдарабад был самым крупным и самым мощным из индийских княжеств. Он обладал собственной армией, собственной авиалинией, собственной железнодорожной системой, а его ВНП превосходил бельгийский. Поэтому низам Хайдарабада, будучи богатейшим человеком в мире, решил, что его стране лучше получить полную независимость. Однако представители Индии были обеспокоены возможностью появления в центре их страны независимого — и потенциально враждебного — мусульманского государства, и решили присоединить Хайдарабад так же, как это было проделано с прочими 565 княжествами.

## События, предшествовавшие началу военных действий

### Дипломатические переговоры
Сначала низам Хайдарабада направил Великобритании запрос на признание Хайдарабада в качестве независимой конституционной монархии в составе Британского Содружества наций, но запрос был отвергнут.
Когда индийский министр внутренних дел Сардар Валлабхбхаи Патель потребовал от правителя Хайдарабада подписать договор о присоединении, то это требование было отвергнуто, и 15 августа 1947 года была провозглашена независимость Хайдарабада — в тот же день, что и независимость Индии. Опасаясь, что в сердце Индии возникнет независимое государство, Сардар обратился к генерал-губернатору Индии Маунтбеттену, который посоветовал попытаться разрешить вопрос без использования силы.
В соответствии с этим советом индийское правительство предложило Хайдарабаду подписать соглашение, гарантирующее статус-кво; в отличие от прочих княжеств от Хайдарабада не требовали гарантий последующего вхождения в состав Индийского Союза — требовалась лишь гарантия невхождения в состав Пакистана. Со стороны Индии переговоры вёл посол К. М. Мунши, со стороны Хайдарабада — премьер-министр Лаик Али и английский политик Уолтер Монктон. Председательствовавший на переговорах лорд Маунтбеттен предложил несколько вариантов разрешения проблемы, но все они были отвергнуты Хайдарабадом. Представители Хайдарабада обвинили Индию в сооружении вооружённых баррикад на ведущих в княжество дорогах и попытке экономической изоляции страны. Индийцы в ответ обвинили Хайдарабад в импорте оружия из Пакистана: Хайдарабад передал Пакистану 200 миллионов рупий и организовал там бомбардировочную эскадрилью.
Несмотря на то, что итоговый план был принят и подписан индийской стороной, он был отвергнут низамом Хайдарабада, который требовал либо полной независимости, либо членства в Британском Содружестве. Низам также предпринял безуспешные попытки привлечения к арбитражу американского президента Г. Трумэна и организации вмешательства ООН.

### Беспорядки в Хайдарабаде
Во время переговоров между Индией и Хайдарабадом большая часть субконтинента была погружена в хаос, сопутствующий разделу территории между Индией и Пакистаном. Боясь индуистской революции в собственной стране, низам позволил своему советнику Касиму Разви, возглавлявшему радикальную партию «Majlis-e-Ittehadul Muslimeen» (MIM), создать вооружённые добровольческие отряды из воинствующих мусульман, названные «разакарами». Разакары — чья численность в итоге достигла 200 тысяч человек — старались упрочить мусульманское доминирование в Хайдарабаде и на плато Декан, в то время как подавляющее большинство индуистов выступало за вхождение в состав Индийского Союза.
По мере роста численности и вооружённости разакаров начались столкновения между ними и индуистским населением. В итоге беспорядки затронули порядка 150 деревень (из которых 70 находились за пределами границ Хайдарабада). В Теленгане большая группа крестьян, возглавляемая Свами Раманандом Теертхом, при поддержке коммунистической партии Индии восстала против местного землевладельца-мусульманина и встала на путь прямой конфронтации с разакарами. Параллельно с этим политические партии — такие, как Хайдарабадский национальный конгресс — были вовлечены в ненасильственные формы сопротивления политике низама.
4 декабря 1947 года член радикального индуистского движения «Арья-самадж» Нараян Рао Павар совершил неудачное покушение на низама.

### Военные приготовления Хайдарабада
Низам Хайдарабада имел большую армию, имевшую богатый опыт службы в качестве наёмников. В неё входили три танковых полка, кавалерийский полк, 11 пехотных батальонов и артиллерия. Её поддерживали иррегулярные части, состоявшие из кавалерии и пехоты, а также гарнизонные части — общей численностью в 22 тысячи человек. Армией командовал генерал-майор Эль-Эдроос, араб по национальности. На 55 % хайдарабадская армия состояла из мусульман.
Помимо армии существовала мусульманская милиция («разакары»), возглавляемая Касимом Разви. На четверть она была вооружена современным огнестрельным оружием, остальные — безнадёжно устаревшими дульнозарядными винтовками и холодным оружием.
Утверждается, что низам получал вооружённую помощь от Пакистана и от португальской администрации в Гоа. Кроме того, поставки оружия осуществлялись по воздуху австралийским оружейным торговцем Сиднеем Коттоном.

### Прекращение переговоров
Когда индийское правительство получило информацию о том, что Хайдарабад вооружается и намерен выступить в союзе с Пакистаном в любой будущей войне с Индией, то Валлабхаи Патель сравнил независимый Хайдарабад с язвой в сердце Индии, которая должна быть устранена хирургическим путём. В ответ премьер-министр Хайдарабада Лаик Али заявил: «Индия считает, что если Пакистан атакует её, то Хайдарабад вонзит ей нож в спину. Я не уверен, что мы так не поступим». Тогда Сардар Пател заявил: «Если вы угрожаете нам насилием, то мечи встретятся с мечами».

### Схватка в Кодаре
6 сентября индийский полицейский пост возле деревни Чиллакаллу подвёргся сильному обстрелу разакарами. Индийское армейское командование отправило на помощь танковые и пехотные части (в которых служили гуркхи), отбросившие разакаров в Кодар, на территорию Хайдарабада. Здесь индийцы столкнулись с хайдарабадскими бронечастями. В короткой схватке индийские части уничтожили хайдарабадскую бронемашину и принудили гарнизон Кодара к капитуляции.

### Военные приготовления Индии
Получив от правительства задание по захвату и аннексии Хайдарабада, индийская армия приступила к выполнению плана Годдарда (разработанного генерал-лейтенантом Э. Н. Годдардом, командующим Южным командованием). План предусматривал два главных удара: с востока, от Виджаявады, и с запада, от Солапура, в то время как мелкие части должны были атаковать хайдарабадскую армию по всей протяжённости границы. Общее командование операцией было поручено генерал-лейтенанту Раджендрасингхджи. Атаку от Солапура возглавлял генерал-майор Чаудхари, атаку от Виджаявады — генерал-майор Рудра. Датой начала операции было выбрано 13 сентября 1948 года — второй день после смерти Джинны, основателя Пакистанского государства.

## Ход боевых действий

### 1-й день, 13 сентября
Первое боестолкновение произошло в укреплённом районе города Налдурга, на трассе Солапур — Секундерабад, между охранявшими район подразделениями 1-го Хайдарабадского пехотного полка и атакующими силами 7-й бригады индийской армии. Благодаря внезапности и быстроте, 7-й бригаде удалось занять неповреждённым стратегически важный мост через реку Бори, после чего позиции хайдарабадских военнослужащих в Налдурге были атакованы 2-м сикхским пехотным батальоном. Обеспечив безопасность моста и дороги, в 9 ч. 00 мин. колонна 1-й бронетанковой бригады двинулась к населённому пункту Джалкот, расположенному в 8 км от Налдурга, прокладывая путь для ударной группировки под командованием подполковника Рам Сингха. Эта бронетанковая колонна к 15 ч. 15 мин. продвинулась на 61 км вглубь территории Хайдарабада и достигла населённого пункта Умарджи, где быстро преодолела сопротивление отряда «разакаров». В то же время вторая колонна, в составе эскадрона 3-го кавалерийского полка, 18-го кавалерийского полка короля Эдуарда, отряда 9-го полевого полка, 10-го инженерного полка, 2-го Пенджабского полка, 1-го полка гуркхских стрелков, 1-го Меварского пехотного полка и вспомогательных подразделений выдвинулась в направлении города Тулджапур в 34 км к северо-западу от Налдурга. Она достигла Тулджапура на рассвете, где столкнулась с сопротивлением подразделений 1-го Хайдарабадского пехотного полка и отрядом «разакаров» в 200 человек, которое было подавлено в ходе 2-часового боя. Дальнейшее продвижение в направлении населённого пункта Лохара было остановлено из-за разлива реки. В первый день боевых действий на западном направлении хайдарабадские вооружённые подразделения понесли серьёзные потери и потеряли контроль над обширными территориями. Среди попавших в плен к индийским военнослужащим оказался британский наёмник, задачей которого был подрыв моста возле Налдурга.
На восточном направлении ударная группировка под командованием генерал-лейтенанта А. А. Рудры столкнулась с ожесточённым сопротивлением двух подразделений бронеавтомобилей «Хамбер» и «Стегхаунд», но сумела достигнуть населённого пункта Кодар к 8 ч. 30 мин., а к полудню — населённого пункта Мунгала.
Позже 1-й Майсурский полк вошёл в город Хоспет, где отбил у отрядов «разакаров» и пуштунов сахарный завод, а 5-й полк гуркхских стрелков в городе Тунгабхадра отбил жизненно важный мост у подразделений хайдарабадской армии.

### 2-й день, 14 сентября
Силы, расположившиеся лагерем под Умарджи, выдвинулись к населённому пункту Раджасур в 48 км к востоку. Поскольку воздушная разведка показала наличие хорошо укреплённых районов на этом направлении, они были атакованы эскадрильей Хоукеров Темпест. Эти удары с воздуха позволили эффективно очистить маршрут, и наземные подразделения индийской армии достигли Раджасура к полудню.
Продвижение восточной атакующей группировки было замедлено противотанковым рвом, а затем в 6 км от Сурьяпета 1-й уланский и 5-й пехотный полки Индийской армии попали под сильный огонь с возвышенных позиций противника. Эти позиции были отбиты 5-м полком гуркхских стрелков — ветеранами Бирманской кампании, при этом хайдарабадские подразделения понесли тяжёлые потери.
В то же время 11-й полк гуркхских стрелков и эскадрон 8-го кавалерийского полка атаковали Османабад и заняли город после тяжёлых уличных боёв с отрядами «разакаров», оказавших ожесточённое сопротивление.
Группировке войск под командованием генерал-майора индийской армии Д. С. Брара была поставлена задача занять город Аурангабад. Город был атакован шестью колоннами пехоты и кавалерии, в связи с чем во второй половине дня представители гражданской администрации города заявили о капитуляции.
Позже в городе Джална 3-й сикхский и 2-й Джодхпурский пехотный полки, усиленные танками 18-го кавалерийского полка, столкнулись с упорным сопротивлением хайдарабадских сил.

### 3-й день, 15 сентября
Оставив 11-й полк гуркхских стрелков удерживать Джалну, индийские войска выдвинулись к городу Латуру, а затем к Моминабаду, где они столкнулись с 3-м полком голкондских уланов, оказавшим символическое сопротивление перед сдачей.
В городе Сурриапет хайдарабадская оборона была нейтрализована ударами авиации, хотя отдельные группы «разакаров» участвовали в перестрелках с бойцами 5-го гуркхского полка, занимавшими город. Отступающие хайдарабадские соединения разрушили мост через реку Муси, но не смогли организовать заградительный огонь, вследствие чего мост был быстро восстановлен. Ещё одно столкновение произошло в населённом пункте Наркатпалли, где был уничтожен отряд «разакаров».

### 4-й день, 16 сентября
Ударная группировка под командованием подполковника Рам Сингха двинулась к городу Захирабад на рассвете, но её продвижение было замедлено минным полем, которое пришлось разминировать. На пересечении дороги в Бидар с шоссе Солапур — Хайдарабад индийские силы столкнулись с засадой. Тем не менее, оставив ряд подразделений для уничтожение засады, большая часть группировки продолжила движение и к вечеру достигла рубежа в 15 км от Захирабада, несмотря на спорадическое сопротивление, оказываемое противником на пути следования. Основное сопротивление оказывали отряды «разакаров», организовывавших засады в городских районах. «Разакары» смогли воспользоваться преимуществами местности, что потребовало использование индийскими войсками 75-мм орудий.

### 5-й день, 17 сентября
В ночь на 17 сентября индийская армия вошла в Бидар. Одновременно соединение во главе с 1-м бронетанковым полком заняло город Читьял примерно в 60 км от столицы, а другая колонна — город Хинголи. К утру 5-х суток военных действий стало ясно, что хайдарабадская армия и подразделения «разакаров» были разгромлены на всех направлениях, понеся чрезвычайно тяжёлые потери. В 5 часов вечера 17 сентября низам объявил о прекращении огня, что положило конец боевым действиям.

## Капитуляция Хайдарабада
16 сентября низам Хайдарабада отправил в отставку всё правительство во главе с Лаиком Али. 17 сентября, без излишних церемоний, низам обратился по радио к индийским силам на английском языке с сообщением о капитуляции. В 16 часов генерал-майор Чаудхури принял капитуляцию у генерал-майора Эль-Эдрооса.

## Итоги
Индийские потери в ходе операции «Поло» составили 32 человека убитыми и 97 ранеными. Хайдарабадские потери составили 1 863 человека убитыми, 122 — ранеными и 3 558 — пленными. В ходе беспорядков, случившихся в последующие за капитуляцией недели, в Хайдарабаде погибло порядка 50 тысяч человек гражданского населения. Низам получил церемониальный пост «раджпрамукх», но был лишён реальной власти. Хайдарабад вошёл в состав Индии как штат Хайдарабад, и в ходе территориальных реформ 1956 года, совершённых по лингвистическому принципу, был расформирован; значительные части его территории вошли в состав соседних штатов. Многие хайдарабадские чиновники и члены княжеской семьи бежали в Пакистан.